# Sunset (manzana)
Sunset es una  variedad cultivar de manzano (Malus domestica). 
Un híbrido del cruce de Cox's Orange Pippin x Parental-Padre donante del polen no se conoce. Criado alrededor de 1918 por G.C. Addy en Ightham Kent Inglaterra. Nombrado en 1933. Recibió un Premio al Mérito de la Royal Horticultural Society en 1960. Las frutas tienen una pulpa firme, crujiente y de textura fina con un buen sabor aromático similar a 'Cox's Orange Pippin'.

## Historia
'Sunset' es una variedad de manzana, híbrido del cruce como Parental-Madre de Cox's Orange Pippin x polen del Parental-Padre Desconocido. Esta variedad fue desarrollada y cultivada a partir de una semilla de 'Cox s Orange Pippin' en 1918 por G.C. Addy en Kent, Inglaterra (Reino Unido) y posteriormente presentado en cooperación con William Rogers de Dartford, también en Kent. La  nombraron Sunset en 1933 y recibió el Premio al Mérito de la Royal Horticultural Society en 1960, seguido de un Certificado de Primera Clase en 1982.
'Sunset' se cultiva en la National Fruit Collection con el número de accesión: 1979-190 y Accession name: Sunset (LA 74A).

## Características
'Sunset' árbol de extensión erguida, de vigor moderadamente vigoroso, portador de espuela. Tiene un tiempo de floración que comienza a partir del 3 de mayo con el 10% de floración, para el 9 de mayo tiene una floración completa (80%), y para el 16 de mayo tiene un 90% caída de pétalos. Presenta vecería. Se desarrolla bien en climas secos y fríos.
'Sunset' tiene una talla de fruto medio; forma amplia globoso plana; con nervaduras muy débiles; epidermis con color de fondo intenso amarillo dorado, con un sobre color rojo anaranjado, importancia del sobre color medio, y patrón del sobre color rayas / manchas presentando la piel rayas y rubores anaranjados, con pequeñas manchas rojizas, "russeting" (pardeamiento áspero superficial que presentan algunas variedades) bajo; cáliz tamaño grande y abierto, colocado en una cuenca ancha y de profundidad media; pedúnculo largo y de grosor medio, colocado en una cavidad profunda y en forma de embudo; carne es de color crema, es fina, de grano fino, crujiente, firme, algo jugosa con una fragancia y nitidez distintivas. Muy similar en sabor al 'Cox's Orange Pippin'.
Listo para cosechar a finales de septiembre. La piel tiene una floración calcárea en la cosecha. Se conserva bien durante tres meses en cámaras frigoríficas.

## Usos
Diseñado como una manzana fresca para comer. Muy parecido a 'Cox's Orange Pippin'.

## Ploidismo
Diploide, aunque es autofértil, sin embargo mejora con el polen del Grupo de polinización: C, Día 9.

## Susceptibilidades
Susceptible al cancro y resistente a la sarna del manzano.